# ملادکوو
ملادکوو (به چکی: Mladkov) یک منطقهٔ مسکونی در جمهوری چک است که در ناحیه اوستی ناد اورلیتسی واقع شده‌است. ملادکوو ۵۵۶ نفر جمعیت دارد.